# Новокаменка (Єльцовський район)
Новока́менка (рос. Новокаменка) — село у складі Єльцовського району Алтайського краю, Росія. Адміністративний центр та єдиний населений пункт Новокаменської сільської ради.

## Населення
Населення — 425 осіб (2010; 596 у 2002).
Національний склад (станом на 2002 рік):
- росіяни — 94 %